# Gerichtsbezirk Kronau
Der Gerichtsbezirk Kronau (slowenisch: sodni okraj Kranjska Gora) war ein dem Bezirksgericht Kronau unterstehender Gerichtsbezirk im Kronland Krain. Er umfasste Teile des politischen Bezirks Radmannsdorf (Radovljica) und wurde 1919 dem Staat Jugoslawien zugeschlagen.

## Geschichte
Der Gerichtsbezirk Kronau entstand infolge eines Ministervortrags vom 6. August 1849, in dem die Grundzüge der Gerichtseinteilung festgelegt wurden. Nachdem im Dezember 1849 die Gebietseinteilung der Gerichtsbezirke sowie die Zuweisung der Gerichtsbezirke zu den neu errichteten Bezirkshauptmannschaften durch die „politische Organisierungs-Commission“ festgelegt worden war, nahmen die Bezirksgerichte der Krain per 1. Juni 1850 ihre Tätigkeit auf. Dem Bezirksgericht Kronau wurden durch die Landeseinteilung der Krain im März 1850 die 12 Katastralgemeinden Bela Peč (Weissenfels), Dovje (Lengenfeld), Hrušica (Birnbaum), Javornik (Jauerburg), Jesenice (Assling), Koroška Bela (Karnervellach), Kranjska Gora (Kronau), Planina (Alpen), Podkoren (Wurzen), Potoke (Bach), Rateče (Ratschach) und Rute (Wald) zugewiesen. Zusammen mit dem Gerichtsbezirk Radmannsdorf (Radovljica) bildete der Gerichtsbezirk Kronau den Bezirk Radmannsdorf.
| Jahr | Fläche (km²) | Ein- wohner | Slowenisch- sprachige | Deutsch- sprachige |
| ---- | ------------ | ----------- | --------------------- | ------------------ |
| 1880 |              | 6.615       | 5.800                 | 731                |
| 1890 |              | 7.170       | 6.275                 | 832                |
| 1900 | 371,59       | 9.621       | 8.600                 | 892                |
| 1910 | 371,56       | 12.791      | 11.148                | 1.402              |

Der Gerichtsbezirk wies 1880 eine anwesende Bevölkerung von 6.615 Personen auf, wobei 5.800 Menschen Slowenisch und 731 Menschen Deutsch als Umgangssprache angaben. 1910 wurden für den Gerichtsbezirk 12.791 Personen ausgewiesen, von denen 11.148 Slowenisch (87,2 %) und 1.402 Deutsch (11,0 %) sprachen. 55 % der deutschsprachigen Bewohner des Gerichtsbezirks lebten 1910 in der Gemeinde Weißenfels, wobei die deutschsprachige Bevölkerung dort 82 % der Einwohner stellte. Mehr als ein Drittel (35 %) der deutschsprachigen Minderheit des Gerichtsbezirks lebte des Weiteren in Jesenice (Aßling), wobei sie dort lediglich neun Prozent der Bevölkerung stellten.
Durch die Grenzbestimmungen des am 10. September 1919 abgeschlossenen Vertrages von Saint-Germain wurde der Gerichtsbezirk Kronau zur Gänze dem Königreich Jugoslawien zugeschlagen.

## Gerichtssprengel
Der Gerichtssprengel Radmannsdorf umfasste infolge der Zusammenfassung der Katastralgemeinden zu Gemeinden 1910 die sechs Gemeinden Bela Peč (Weissenfels), Dovje (Lengenfeld), Jesenice (Aßling), Koroška Bela (Karnervellach), Kranjska Gora (Kronau) und Rateče (Ratschach).